# Viêt Tân
Việt Tân (Parti pour la réforme du Viêt Nam) (Việt Nam Canh Tân Cách Mạng Đảng en Vietnamien ou Việt Tân en abrégé) est un réseau actif au Viêt Nam et à travers le monde, qui souhaite promouvoir la démocratie et la réforme du pays par des moyens pacifiques. Il a été fondé le 10 septembre 1982 par le vice-amiral Hoang Co Minh, alors élu premier président du parti. Le parti communiste vietnamien étant le seul autorisé au Viêt Nam, le Việt Tân n'y a aucune existence légale.

## Dirigeants actuels
- Président : Đỗ Hoàng Điềm (en)
- Secrétaire général : Ly Thai Hung (en)

Le Viêt Tân a tenu son 7e congrès en septembre 2012. Ses membres ont élu le comité central, avec à sa tête Do Hoang Diem comme président et Ly Thai Hung comme secrétaire général.

## Objectifs
Le Việt Tân souhaite établir la démocratie et réformer le Viêt Nam par des moyens pacifiques. L'organisation propose de s'appuyer sur les forces et les ressources du peuple vietnamien lui-même pour établir un gouvernement démocratique. Le Việt Tân veut améliorer le bien-être social et restaurer les droits de la société civile en promouvant le pluralisme politique au Viêt Nam.

## Histoire

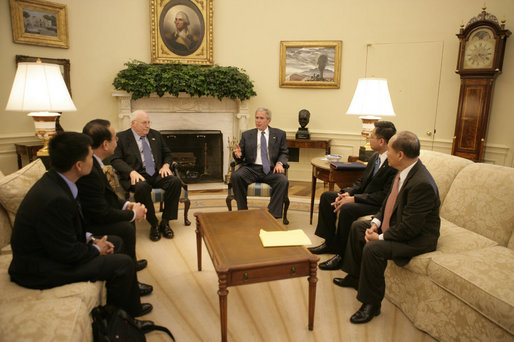
Le président de Viet Tan, Do Hoang Diem (2e depuis la droite), rencontre le président des États-Unis George Bush et le vice-président Dick Cheney le 29 mai 2007 en les encourageant fortement à mettre davantage de pression sur le Viêt Nam pour respecter les droits de l'homme.

Le 30 avril 1980, le Front national uni de libération du Viêt Nam (Mặt trận quốc gia thống nhất giải phóng Việt Nam, en abrégé en anglais NUFRONLIV) est fondé par divers groupes de résistance au Viêt Nam, avec à sa tête Hoang Co Minh élu président. Deux ans plus tard, le groupe est réorganisé et prend le nom de Việt Tân, lorsqu'il devient un réseau mondial clandestin. Tandis que la première entité avait pour but de renverser le régime communiste à travers un soulèvement populaire, la seconde tend à rénover le Viêt Nam par des moyens politiques et pacifiques,.
Durant la période de 1982 à 1987, Hoang Co Minh a dirigé l'organisation jusqu'à ce qu'il soit capturé et tué le 28 août 1987 lors d'une opération d'infiltration réprimée par l'armée populaire vietnamienne et l'armée laotienne dans le Sud du Laos. Durant la période qui a suivi, le Việt Tân est demeurée une organisation clandestine.
Après 22 ans de fonctionnement clandestin, le 19 septembre 2004, l'organisation s'est publiquement présentée sous le nom officiel de « Parti pour la réforme du Viêt Nam ». Son programme politique affiché met l'accent sur l'utilisation de moyens pacifiques pour établir le pluralisme démocratique au Viêt Nam,.
Le 29 mai 2007, le président du parti Do Hoang Diem est invité par le président des États-Unis George W. Bush avec trois autres activistes vietnamiens-américains à la Maison Blanche pour discuter de l'escalade de la répression contre les dissidents au Viêt Nam et de la visite du Premier ministre Nguyen Minh Triet aux États-Unis. Le président Do Hoang Diem a enjoint au président des États-Unis de faire pression sur le Viêt Nam pour qu'il respecte les droits de l'homme et a demandé aux États-Unis de soutenir de manière ouverte le changement démocratique au Viêt Nam.
Le 10 octobre 2010, , A l’occasion du 1000e anniversaire de Hanoï (connue historiquement comme Thang Long), Viet Tan a tenu une manifestation pacifique dans le centre de la capitale. Devant des centaines de promeneurs au Parc Ly Thai To, un représentant de Viet Tan a lu à haute voix une déclaration appelant tous les Vietnamiens à « assumer leur responsabilité et leur droit à défendre les intérêts de la Nation ».
Les participants à cette manifestation, du Vietnam mais aussi de l’étranger, ont fait passer des tracts, des t-shirts et des casquettes en affirmant la souveraineté vietnamienne sur les îles Paracel et Spratly. Cette action citoyenne afin de sensibiliser le public est le dernier effort en date de Viet Tan pour promouvoir les intérêts nationaux du Vietnam et plaider pour la justice sociale et le changement démocratique au travers d’activités publiques politiques et pacifiques.
Dans les dernières 48 heures, les autorités communistes vietnamiennes ont répondu à l’expression publique concernant l’agression chinoise en supprimant toutes informations au sujet de cette manifestation. La police a confisqué le matériel qui a été distribué par le Viet Tan et a interrogé les personnes qui ont assisté à l’événement. Un membre du Viet Tan, qui a fait des déclarations publiques lors de la manifestation, Mme Hong Vo, 53 ans, travailleur social à Melbourne, en Australie-a été arrêtée dans la soirée du 10 octobre 2010.
Selon la déclaration de Viet Tan à l’occasion du Millénaire de Thang Long :

« Aujourd’hui, notre nation est de nouveau menacée d’être envahie par la Chine. Les archipels de Hoang Sa (Paracels) et Truong Sa (Spratlys) sont occupés par la marine chinoise. La Mer de l’Est est sous la domination chinoise. Les pêcheurs vietnamiens sont tués et détenus prisonniers dans nos propres eaux. Les forêts situées aux sources de nos rivières et les mines de bauxite de la Région des Hauts Plateaux sont réservées à leur exploitation, et ce en dépit des problèmes engendrés sur l’environnement et la sécurité du peuple vietnamien. »

Le 10 août 2016, Le porte-parole de Viet Tan a fait une déclaration devant le siège de l’entreprise Formosa Plastics à Taipei concernant la récente catastrophe environnementale survenue au Vietnam. Viet Tan, en tant que vietnamiens, demandons que Formosa publie ses résultats d’enquête et s’engage à un profond nettoyage de l’environnement du Vietnam. En engageant sa responsabilité dans la vie sociale du pays, la société Formosa pourra réparer les dommages qu’elle a créés et veiller à ce que l’image de Taiwan ne soit pas injustement ternie. Les Taïwanais apportent beaucoup au Vietnam et il est important que les gens soient conscients de leurs contributions, d’autant plus que Taipei engage une politique dirigée vers le sud.
Mais Formosa n’est pas la seule impliquée dans cet incident. Les autorités vietnamiennes doivent faire preuve d’une plus grande transparence et publier un rapport d’enquête. Les activistes vietnamiens et taiwanais sont parties prenantes et en tant que telles peuvent travailler ensemble pour demander la responsabilisation par chacune des parties et que les victimes de la catastrophe écologique soient entièrement indemnisées. 

« Les poissons ont besoin d’une eau propre, le peuple a besoin d’être proprement gouverné »

### Arrestations en 2007
Le 17 novembre 2007, trois membres du Việt Tân, la citoyenne française Nguyen Thi Thanh Van, une journaliste et correspondante pour la Radio Chan Troi Moi, et les citoyens américains Nguyen Quoc Quan (un chercheur en mathématiques), et Truong Van Ba (un restaurateur), ont été arrêtés dans le district 11 de Hô Chi Minh-Ville. Ils étaient en train de participer à un séminaire sur la démocratie, lorsque vingt policiers ont investi les lieux,. Ont également été arrêtés le citoyen thaïlandais Somsak Khunmi et deux citoyens vietnamiens : Nguyen The Vu (un directeur commercial) et son frère Nguyen The Khiem.
Trois jours plus tard, le 20 novembre, la police a arrêté un autre vietnamien Nguyen Viet Trung, à Phan Thiết. Nguyen Viet Trung est un homme d'affaires né en 1979, le plus jeune frère de Nguyen The Vu. Les arrestations n'ont été confirmées par le gouvernement que le 22 novembre. Durant la conférence de presse, les officiels ont refusé de dire quelles lois avaient été violées, et n'ont donné aucune information au sujet de Nguyen Quoc Quan, dont le sort reste inconnu.
Reporters sans frontières a immédiatement condamné ces arrestations en alertant la presse,. Face à ces arrestations, Viêt Tân a lancé une campagne mondiale sous le nom de "Libérez-les" qui comprend une pétition en ligne demandant l'aide des gouvernements américain, français et thaïlandais pour obtenir la libération immédiate de ces individus.
Les autorités vietnamiennes ont tenté de lier ces arrestations à l'arrestation de deux Américains d'origine vietnamienne qui auraient tenté de faire entrer illégalement des armes à feu dans le pays six jours après les arrestations initiales. Le Việt Tân a démenti toute association avec ces individus. Le gouvernement américain a déclaré n'avoir obtenu aucun preuve de ces allégations de crimes "terroristes".
Le 24 novembre 2007, les autorités vietnamiennes ont libéré l'étudiant Nguyen Trong Khiem après l'avoir détenu une semaine sans accusation.
Le 11 décembre 2007, après une large campagne internationale de soutien aux prisonniers et d'appel de la part de nombreux élus de par le monde, le Viêt Nam a libéré le couple accusé de trafic d'armes, l'américain Truong Van Ba et le 12 décembre, la journaliste française Nguyen Thi Thanh Van. Le 14 décembre, Reporters sans frontières a organisé une conférence de presse en présence de Nguyen Thi Thanh Van et de Do Hoang Diem, président du Việt Tân, au sujet de la libération de la journaliste,.

### Soutien aux militants en faveur de la démocratie
Le Viêt Tân a à plusieurs reprises mené des campagnes de soutien aux militants en faveur de la démocratie au Viêt Nam. Le Viêt Tân est l'une des sources d'information de la presse mondiale en ce qui concerne les arrestations dans les milieux dissidents et persécutions des défenseurs des droits de l'homme,.

## Campagnes d'information
- Campagne pour Dang Xuan Diêu, prisonnier de conscience au Vietnam
- Campagne pour la libération des Jeunes chrétiens défenseurs des droits de l'homme.
- Campagne pour la libération de l'avocat Le Quoc Quan, défenseur des droits de l'homme.
- Campagne pour la libération de Tran Thi Thuy militante des droits fonciers.
- Novembre 2007 : Campagne Libérez-les !
- Mars 2007 : Campagne mondiale pour soutenir les militants pour la démocratie au Viêt Nam
- Septembre 2006 : Témoignage lors du Caucus du Congrès des États-Unis sur les Droits de l'Homme.